# O Mundo em Que Vivi
O Mundo em que vivi é um livro de Ilse Losa de 1949 que fala de uma criança judia que passou parte da sua infância com os avós. Rose vive no tempo da Alemanha Hitleriana e, como é judia, é perseguida pelos nazis. O livro relata a perseguição aos judeus e o nazismo de uma forma inocente, pois é visto aos olhos de Rose, uma criança.
A historia é baseada na vida de Ilse Losa, que teve tal como Rose de abandonar o seu país. 

## Resumo
O romance é dividido em quatro partes que correspondem a fatos marcantes na vida da escritora:

### Infância com os avós
Este livro conta-nos a história de uma menina que, na infância, passara a viver com seus avós na Alemanha dos Kaiser durante a Primeira Guerra Mundial e depois com os pais até a eleição de Hitler como Chanceler do Reich. Uma menina judia perante a contradição dos costumes alemães com a tradição no seio de uma família a que pertence. Relata-nos, junto com a avó, como admirava as reuniões aos sábados na Sinagoga, e perguntava porque as mulheres ficavam separadas dos homens, nas cerimónias religiosas, também sentia-se fascinada quando liam o rolo e desfraldavam a bandeira de David na maneira de como era atraída pelas letras hebraicas. Nunca olvida a casa dos avós que, por razão familiar, teve que deixar e ir viver com os pais e os outros irmãos. 

### Regresso a casa dos pais
Com a visita dos avós maternos, as crianças começaram a ser instruídas na religião judaica. Inteiraram-se dos significados das festas judaicas. Com a festa de Passah, ficaram a saber porque todos os anos os judeus comem Pão ázimo e ervas amargas, e preparam ovo e osso, e porque comem encostados. No Liceu, com outros estudantes, compreenderam o significado do Sionismo, e porque os judeus aspiravam imigrar para Israel. A Marie, mulher de Franz, tio de Rose, aquando da sua visita à casa dos pais, desvendou a Rose de como nascem as crianças, assunto que Rose tentava desvendar. Depois Rose teve a sua primeira menstruação. Com a visita do jovem Ernst Reif, à casa dos tios de Rose, Rose sentiu, pela primeira vez, o nascer da sua primeira paixão e fez sexo com ele. No dia da “ Barnuznoh” de Bruno, o Rabino Heim adoeceu-se, por o único filho ter desaparecido da casa. Este queria ir para um Kibbutz, mas a mãe recusou em custear as despesas da viagem. O rapaz suicidou-se e o Pai morreu pouco tempo depois de desgosto.

### A adolescência marcada pela morte do pai
Com a festa do Tiro, por o pai de Rose ser enxovalhado na presença dos participantes, Rose, a partir desse dia, saiu da sua infância e, por pressentimento, sentiu a desgraça da sua raça. Profunda dor de Rose, aquando da morte do pai que tanto amava. Depois da morte do pai, a mãe teve que vender a casa e outros pertences, para ir montar uma pensão numa cidade maior, mas, infelizmente o anti-semitismo propalava, e o nome de Adolf Hitler via-se por todos os lados. Em massa, os judeus eram despedidos dos empregos. A situação tornou-se precária para eles. Rose arranjou um noivo, Paul, mas devido a não concordância da irmã do rapaz o casamento foi por água abaixo.

### Interrogada pela Gestapo
Rose foi habitar em Berlim à procura do trabalho. Encontrou um por condescendência, numa Agência de seguros. O salário era uma miséria. Nas ruas continuavam perseguições contra os judeus. Por infelicidade, em 30 de Janeiro, Hitler foi declarado Chanceler do Reich. As tropas marchavam em Berlim festejando a vitória. O Patrão de Rose, sr. Herz, no momento que os nazis invadiram-lhe a casa, saltou da janela e espatifou-se no passeio. O substituto do Sr. Hers, Sr. Hoflich, tambem fugiu para Praga. Todas as pessoas importantes e grandes comerciantes do conhecimento de Rose fugiram-se. Alguns dos seus familiares foram presos. Um dia, dois homens entraram no quarto de Rose e foi intimada para comparecer na Policia no dia seguinte. Chegada à Policia, e após interrogação, de novo foi intimada a comparecer na Policia dentro de cinco dias. E foi neste prazo, que Rose Frankfurter deixou Alemanha, exilada.

## Personagens
- Rose Frankfurter - personagem principal, alter ego da escritora Ilse Losa.
- Avós
- Pais
- Irmãos
- Tios/tias
- Paulo